# Barry Niamark
Barry Niamark (...) è un giocatore di curling canadese.

## Biografia
Vinse un'edizione dei campionati mondiali di curling nel 1964, edizione disputata a Calgary, Canada con Leo Hebert, Fred Britton e Lyall Dagg.